# Antoinette Tubman Stadium
Das Antoinette Tubman Stadium ist ein Mehrzweckstadion in Monrovia, der Hauptstadt Liberias. Es wurde nach Antoinette Tubman, der Ehefrau des ehemaligen Präsidenten William S. Tubman (1944–1971), benannt.
Das Stadion befindet sich im Zentrum der Hauptstadt Monrovia. Seit 2001 ist das Stadion mit einer Kunstrasenfläche ausgestattet, diese wurde mit finanzieller Unterstützung der FIFA (GOAL-Projekte) bezahlt.
Das Stadion wird überwiegend für Fußballspiele genutzt und ist Austragungsort der Heimspiele der liberianischen Vereine. Auch politische Großveranstaltungen und Kirchentage fanden dort schon statt.
Der Fußball in Liberia hat trotz der herrschenden politischen Unruhen einen Aufschwung erlebt, der auch dank einer engen Zusammenarbeit mit Organisationen wie der West African Football Union (WAFU), der CAF und der FIFA zustande kam. Mit diesem Aufschwung haben sich auch die Erfolge auf dem internationalen Parkett eingestellt, wie beispielsweise die erstmalige Qualifikation des „Lone Star“ für den Afrikanischen Nationen-Pokal 1996 (wiederum 2002). Der bekannteste Fußballspieler Liberias ist George Weah.